# Eschborn
Eschborn est une ville allemande située en Hesse, dans l'arrondissement de Main-Taunus.

## Géographie
Eschborn est situé dans la région Rhin-Main, dans partie orientale de l'arrondissement de Main-Taunus.
C'est à Eschborn que siège la Deutsche Gesellschaft für Internationale Zusammenarbeit, l'agence de développement allemande.

## Histoire
La première mention écrite de Eschborn a eu lieu au début du règne de Charlemagne en tant que roi des Francs dans un acte de donation au Saint Martyr Nazaire dans l’abbaye bénédictine à Lorsch (dans le sud de la Hesse) :
« 770 12 juin.
Au nom de Dieu, moi, Risolf, et mon frère Hadalmar, faisons un don au saint martyr Nazaire, au moment où le vénérable abbé Gunduland dirige le monastère, sous l’assurance qu’il est valable pour tous les temps, soutenu par contrat, à Aschenbrunne [Eschborn] dans le Niddagau des terres et 44 serfs et un vignoble. 
Fait à l’abbaye de Lorsch le 12 juin, la deuxième année du roi Charles. »
Le nom Aschenbrunne signifie à peu près ‘fontaine des frênes’.

## Politique et administration
| Période | Période                    | Identité            | Étiquette | Qualité       |
| ------- | -------------------------- | ------------------- | --------- | ------------- |
| 1945    | 1946                       | Edwin Mämpel        | SPD       |               |
| 1946    | 1961                       | Heinrich Graf       | SPD       |               |
| 1962    | 1979                       | Hans Georg Wehrheim | SPD       |               |
| 1979    | 1984                       | Jochen Riebel       | CDU       |               |
| 1984    | 1990                       | Manfred Tomala      | CDU       |               |
| 1990    | 2001                       | Martin Herkströter  | CDU       |               |
| 2001    | 2014                       | Wilhelm Speckhardt  | CDU       | Réélu en 2007 |
| 2014    | 2020                       | Mathias Geiger      | SE        |               |
| 2020    | En cours (au 28 juin 2021) | Adnan Shaikh        | CDU       |               |

## Personnalités liées à la ville
- Friedrich Hesseldieck (1893-1991), homme politique mort à Niederhöchstadt.
- Hermann Balthasar Buch (1896-1959), policier né à Niederhöchstadt.

## Jumelages
La ville d'Eschborn est jumelée avec :
- Montgeron (France) depuis octobre 1985 ;
- Póvoa de Varzim (Portugal) depuis mai 2010 ;
- Ħaż-Żabbar (Malte) depuis mai 2010 ;
- Viernau (Allemagne) ;
- Magog (Canada).